# Тарховский переулок
Та́рховский переу́лок — переулок в городе Сестрорецке Курортного района Санкт-Петербурга. Проходит от Тарховского проспекта за Советский проспект до пляжа «Белая Гора».
Название появилось в начале XX века. Происходит от наименования Тарховского проспекта.
Первоначально переулок шел от Федотовской дорожки за Советский проспект. 20 июля 2010 года участок между Федотовской дорожкой и Тарховским проспектом упразднили.